# КАУР

Векторный рисунок КА Луч первого поколения, созданный на базе КАУР-4

КАУР (сокр. Космический Аппарат Унифицированного Ряда) — общее название для унифицированных спутниковых платформ, на базе которых с середины 60-х годов ОАО ИСС им. академика М. Ф. Решетнёва (ранее «НПО ПМ») строит спутники связи.
Всего разработаны 4 спутниковых платформы: КАУР-1, −2, −3 и −4. С 1965 по 2009 год, на базе этих платформ и их модернизированных вариантов построены более 400 спутников связи, как военного, так и гражданского назначения.
С начала 2000-х годов на смену модернизированной платформе КАУР-4 ОАО ИСС приступило к разработке семейства спутниковых платформ «Экспресс», на базе которых строятся новые перспективные космические аппараты.

## КАУР-1
В 1963 году в ОКБ-10 (прежнее название ОАО ИСС) началась разработка спутниковой радионавигационной системы. В результате создан спутник «Циклон», конструкцию которого унаследовало в дальнейшем целое семейство КА различного назначения. Хотя сначала спутник считался экспериментальным, благодаря высоким характеристикам системы, она принята в эксплуатацию. В дальнейшем космический аппарат «Циклон» стал основой целого ряда унифицированных космических аппаратов различного назначения, получившего обозначение КАУР-1 и обладавшего следующими характеристиками:
- неориентированные солнечные батареи (СБ);
- совмещение конструкции термостатированного каркаса СБ и радиатора системы терморегулирования;
- отсутствие двигательной установки;
- одноосная магнито-гравитационная система ориентации (у КА 11Ф621 отсутствует система ориентации);
- масса: 800—1000 кг.

Кроме КА семейства «Циклон», на этой платформе построены навигационно-связные КА семейства «Залив», КА «Сфера», а также исследовательский спутник «Ионосферная станция» и суборбитальный аппарат «Высотный зонд».
Всего было произведено 25 запусков в систему семейства «Циклон» и «Залив» c 15.05.1967 (Космос-158) (хотя в этот раз был выведен всего лишь габаритно-весовой макет спутника) по 27.07.1978 (Космос-1027). В систему «Сфера» запущены 18 КА, начиная с Космос-203 (20.02.1968) по Космос-1067 (26.12.1978).
| Список запусков КА на базе платформы КАУР 1 | Список запусков КА на базе платформы КАУР 1 | Список запусков КА на базе платформы КАУР 1 | Список запусков КА на базе платформы КАУР 1 | Список запусков КА на базе платформы КАУР 1 | Список запусков КА на базе платформы КАУР 1 | Список запусков КА на базе платформы КАУР 1 | Список запусков КА на базе платформы КАУР 1 | Список запусков КА на базе платформы КАУР 1 | Список запусков КА на базе платформы КАУР 1                |
| Название                                    | Индекс                                      | Годы эксплуатации                           | Кол-во запусков (из них успешных)           | Масса, кг                                   | Габариты, м                                 | Мощн. ПН, кВт                               | САС, лет                                    | Средство выведения                          | Назначение                                                 |
| ------------------------------------------- | ------------------------------------------- | ------------------------------------------- | ------------------------------------------- | ------------------------------------------- | ------------------------------------------- | ------------------------------------------- | ------------------------------------------- | ------------------------------------------- | ---------------------------------------------------------- |
| «Циклон»                                    | 11Ф617                                      | 1967—1972                                   | 11                                          | 800                                         | 3 х 2,04                                    | 0,21                                        | 1                                           | РН «Космос-3М»                              | Экспериментальная навигационно-связная система             |
| «Залив»                                     | 11Ф617                                      | 1973—1978                                   | 15(14)                                      | 800                                         | 3 х 2,04                                    | 0,21                                        | 1                                           | РН «Космос-3М»                              | Действующий пробный вариант навигационной системы «Циклон» |
| «Сфера»                                     | 11Ф621                                      | 1968—1978                                   | 18(17)                                      | 750                                         | 3 х 2,04                                    | 0,1                                         | 0,5                                         | РН «Космос-3М»                              | геодезия, картография                                      |
| «Циклон-Б» («Парус»)                        | 11Ф627                                      | 1967—2010                                   | 99(94)                                      | 800                                         | 3 х 2,04                                    | 0,21                                        | 1,5-2                                       | РН «Космос-3М»                              | военная связь, навигация                                   |
| Цикада                                      | 11Ф643                                      | 1976—1995                                   | 20(20)                                      | 800                                         | 3 х 2,04                                    | 0,21                                        | 1,5-2                                       | РН «Космос-3М»                              | гражданский вариант системы «Циклон»                       |

## КАУР-2

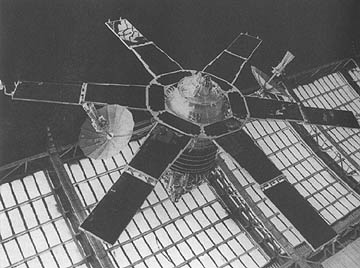
Спутник «Молния-1», который явился прообразом платформы КАУР-2

Спутники построенные на базе спутниковой платформы КАУР-2, разработаны в середине 60-х годов и обладали следующими характеристиками:
- трёхосная система ориентации;
- панели СБ с постоянной солнечной ориентацией, жёстко связанные с корпусом;
- активная газожидкостная система терморегулирования;
- двигательная установка на базе жидкостных ракетных двигателей;
- масса 1500—1700 кг;
- габаритные размеры на орбите — 4,4×8,2×8,2 м;
- мощность системы электропитания — 1300 Вт;
- расчётный срок службы: 1 год[4].

На этой платформе построены спутники серии «Молния», первый из которых выведен на орбиту в 1964 году. Разработка Молний началась в КБ Королёва с КА «Молния-1», однако позже линия передана в НПО ПМ. Эти спутники запускались на высокоэллиптические орбиты и предназначены для фиксированной правительственной и гражданской связи и распределительного телевещания.
| Список запусков КА на базе платформы КАУР 2 | Список запусков КА на базе платформы КАУР 2 | Список запусков КА на базе платформы КАУР 2 | Список запусков КА на базе платформы КАУР 2 | Список запусков КА на базе платформы КАУР 2 | Список запусков КА на базе платформы КАУР 2 | Список запусков КА на базе платформы КАУР 2 | Список запусков КА на базе платформы КАУР 2 | Список запусков КА на базе платформы КАУР 2 | Список запусков КА на базе платформы КАУР 2 |
| Название                                    | Индекс                                      | Годы эксплуатации                           | Кол-во пусков (удачных)                     | Масса, кг                                   | Габариты, м                                 | Мощн. ПН, кВт                               | САС, лет                                    | Средство выведения                          | Назначение |
| ------------------------------------------- | ------------------------------------------- | ------------------------------------------- | ------------------------------------------- | ------------------------------------------- | ------------------------------------------- | ------------------------------------------- | ------------------------------------------- | ------------------------------------------- | --- |
| Молния-1+                                   | 11Ф67 / 11Ф658                              | 1967—1983                                   | 56 (52)                                     | 1600                                        | 4,4×8,20                                    | 0,46                                        | 2                                           | РН «Молния»                                 | использовался в системе связи и боевого управления «Корунд», обеспечения телефонно-телеграфной связи на территории СССР, а также для передачи программ ЦТ на сеть станций «Орбита».             |
| Молния-1Т                                   | 11Ф658Т                                     | 1983—2004                                   | 37 (37)                                     | 1656                                        | 4,4×8,20                                    | 0,93                                        | 3                                           | РН «Молния»                                 | используется в системе связи и боевого управления «Корунд-М», обеспечивает телефонно-телеграфную связь на территории России, и ретранслирует программы Первого канала на сеть станций «Орбита». |
| Молния-2                                    | 11Ф628                                      | 1971—1977                                   | 19 (17)                                     | 1700                                        | 4,4×8,20                                    | 0,96                                        | 1                                           | РН «Молния»                                 | фиксированная связь, распределительное телевещание, правительственная связь |
| Молния-3                                    | 11Ф637                                      | 1974—2003                                   | 54(52)                                      | 1740                                        | 4,4×8,20                                    | 1                                           | 3                                           | РН «Молния»                                 | фиксированная связь, гражданское распределительное телевещание, правительственная связь |
| Молния-3К                                   |                                             | 2001—2005                                   | 2(1)                                        | 1740                                        | 4,4×8,20                                    | 1,47                                        | 5                                           | РН «Молния»                                 | фиксированная связь, гражданское распределительное телевещание, правительственная связь |

## КАУР-3
С 1975 года НПО ПМ производит спутники предназначенные для работы на геостационарной орбите. КА «Грань» («Радуга»), «Экран», «Горизонт» и «Радуга-1», созданные на единой конструктивной основе, относятся к Космическим Аппаратам Унифицированного Ряда № 3.
Особенности платформы КАУР-3:
- трёхосная система ориентации (продольная ось корпуса ориентирована на центр Земли с точностью до 0,25 °);
- подвижные относительно корпуса панели солнечных батарей площадью 25 м²;
- активная газожидкостная система терморегулирования;
- двигательная установка коррекции орбиты на базе микро-ЖРД[4].

### «Экран» и «Экран-М»
Первыми на платформе КАУР-3 начали разрабатываться спутники серии «Экран» (11Ф648). Спутники этой серии предназначались для переброски центральных каналов на территорию Сибири и Дальнего Востока: приём вёлся на коллективную земную станцию (ЗС) и затем программы ретранслировались в режиме АМ на прилегающие окрестности (в настоящее время насчитывается около 5000 ЗС «Экран»). В конце 80-х годов КА «Экран» модифицированы и стали называться «Экран-М», но их предназначение осталось тем же.

### «Грань» («Радуга»)
КА «Грань», выведенный на орбиту в 1975 году, стал первым серийным геостационарным спутником, изготовленным в НПО ПМ. Эти спутники основали Единую систему спутниковой связи (ЕССС) принятую на вооружение в 1979 году.

### «Горизонт»
КА «Горизонт» спроектированы для расширения возможностей КА «Радуга». КА «Горизонт» оснащались шестью транспондерами C-диапазона и одним транспондером Ku-диапазона. Кроме того с 1988 года через «Горизонт» действует система «Океан» (1,5/1,6 ГГц) для обеспечения связи с подвижными средствами.

### «Глобус» («Радуга-1»)
Начиная с 1999 года система «Грань» усовершенствована и второе поколение спутников «Радуга» («Радуга-1») стало основой нового поколения системы ЕССС (ЕССС-2). Основные отличия от спутников «Грань» заключались в возможности работы не только с фиксированными станциями, но и с мобильными объектами.

## КАУР-4
Спутниковая платформа КАУР-4 (Космический Аппарат Унифицированного Ряда № 4) создана в конце 70-х годов XX века для постройки нескольких серий военных и гражданских геостационарных спутников-ретрансляторов (СР) (начало разработки — 1976 год).

### Гейзер и Альтаир
На платформе КАУР-4 построены геостационарные спутники системы «Гейзер» (СР «Поток») и системы «Альтаир» (СР «Луч»), которые в основном предназначались для глобальной космической командно-ретрансляционной системы (ГККРС). Задача системы «Поток» — оперативная ретрансляция больших объёмов цифровой информации с КА оптико-электронной разведки сверхдетального наблюдения 11Ф650 «Янтарь-6КС» и позже «Целина-2» на наземный пункт приёма в реальном масштабе времени.
Более поздняя система «Альтаир» позволяла устанавливать двустороннюю широкополосную связь с подвижным космическим, морским или же наземным объектом: например с кораблями ВМФ или с новым поколением долговременных орбитальных станций и космический кораблей (станция «Мир», КК «Буран»).
В первом воплощении платформа КАУР-4 включала:
- бортовой комплекс управления на базе бортового компьютера (БЦВМ) (105000 оп/сек., ПЗУ 100 Кб.);
- четыре стационарных плазменных двигателя коррекции СПД-70 (позволяли удерживать отклонения от заданного положения на ГСО в пределах 0,2 ° по долготе);
- трёхосную систему ориентации, которая использовала гиростабилизаторы и электрореактивные (термокаталитические гидразиновые) двигатели ориентации, которые обеспечивали точность пространственного положения аппарата 0,1°;
- солнечные батареи площадью 40 м² с одностепенными приводами наведения на солнце;
- систему отвода тепла от ПН жидким теплоносителем изооктан[4].

### МСС-2500-ГСО
Дальнейшим развитием КАУР-4 стала спутниковая платформа МСС-2500-ГСО. На этой платформе созданы два спутника «Галс» и спутники серии «Экспресс». На МСС-2500-ГСО воплощены в жизнь некоторые усовершенствования: улучшение точности коррекции на орбите, увеличение мощности энергетической системы до 2400 Вт и увеличение гарантированного срока эксплуатации до 5 лет.

### Экспресс-А (МСС-740)
По сравнению со спутниками «Галс» и спутниками серии «Экспресс», спутники «Экспресс-А» имеют увеличенный до 7—10 лет срок службы и несут модуль ПН разработанный совместно с компанией Alcatel Space (прежнее название компании Thales Alenia Space).

### SESAT, Экспресс-АМ и «Радуга-1М» (МСС-767)
Для изготовления спутников SESAT и Экспресс-АМ выполнено очередное улучшение платформы КАУР-4. Срок службы увеличен до 10—12 лет и мощность энергетической установки до 5300—6770 Вт. На этой модификации изготовлены 8 спутников с 2000 по 2010 год. Кроме того, с 2007 года система «Глобус», которая строилась на КАУР-3, постепенно заменяется на новую систему на базе модернизированного КА «Радуга-1М», также основанную на МСС-767.

## Экспресс 1000/2000
Начиная с начала 2000-х годов на смену модернизированной платформе КАУР-4 ОАО ИСС начало разработку семейства спутниковых платформ «Экспресс», на базе которых будут строиться все последующие спутники связи этой фирмы.